# وزارة النقل واللوجيستيك (المغرب)
وزارة النقل واللوجستيك هي وزارة في الحكومة المغربية، وهي مسؤولة على إعداد وتنفيذ السياسات الحكومية المتعلقة بميادين النقل الطرقي والملاحة البحرية والطيران المدني والسكك الحديدية، مع مراعاة الاختصاصات المسندة إلى القطاعات الوزارية الأخرى والمؤسسات والهيئات المعنية بموجب النصوص التشريعية والتنظيمية الجاري بها العمل.

## هيكلية الوزارة
تشتمل وزارة النقل واللوجيستيك بالإضافة إلى ديوان الوزير، على إدارة مركزية ومصالح لا ممركزة.
تشتمل الإدارة المركزية على:
- الكتابة العامة
- المفتشية العامة
- المديرية العامة للطيران المدني، والتي تضم: مديرية الملاحة الجوية المدنية، ومديرية النقل الجوي
- مديرية النقل الطرقي
- مديرية الملاحة التجارية
- مديرية الاستراتيجية والقيادة والتنسيق بين أنواع النقل
- مديرية الشؤون الإدارية والقانونية والعامة
- مديرية نظم المعلومات

## مؤسسات تابعة للوزارة
قائمة المؤسسات والمقاولات العمومية التي تقع تحت وصاية وزارة النقل واللوجيستيك:
- الشركة الوطنية للطرق السيارة
- المكتب الوطني للسكك الحديدية
- مرسى المغرب
- الوكالة الوطنية للموانئ
- الوكالة الوطنية للسلامة الطرقية
- الوكالة الوطنية للتجهيزات العامة
- الوكالة المغربية لتنمية الأنشطة اللوجستيكية
- الشركة الوطنية للنقل والوسائل اللوجستيكية
- المختبر العمومي للتجارب والدراسات
- المعهد العالي للدراسات البحرية
- المدرسة الحسنية للأشغال العمومية
- المكتب الوطني للمطارات
- الخطوط الملكية المغربية

## الوزراء
تعتبر الأشغال العمومية من بين أقدم المؤسسات التي تم إحداثها في المغرب، وقد تم إحداث وزارة الأشغال العمومية في أول حكومة مغربية بعد استقلال المغرب سنة 1956، وقد عرفت الوزارة عدة تغييرات في إسمها وتخصصاتها منذ إحداثها.
| السنة         | الوزير                   | إسم الوزارة                                             | ملاحظات |
| ------------- | ------------------------ | ------------------------------------------------------- | --- |
| 1955 - 1958   | محمد الدويري             | وزارة الأشغال العمومية                                  | |
| 1958 - 1961   | عبد الرحمان بنعبد العالي | وزارة الأشغال العمومية                                  | |
| 1961 - 1962   | محمد بنهيمة              | وزارة الأشغال العمومية                                  | |
| 1962 - 1963   | إدريس السلاوي            | وزارة الأشغال العمومية                                  | |
| 1963          | بن سالم جسوس             | وزارة الأشغال العمومية                                  | |
| 1963 - 1965   | محمد بنهيمة              | وزارة الأشغال العمومية                                  | |
| 1965 - 1967   | أحمد العسكي              | وزارة الأشغال العمومية والمواصلات                       | |
| 1967 - 1968   | يحي الشفشاوني            | وزارة الأشغال العمومية والاتصالات                       | |
| 1968 - 1969   | عبد الحفيظ بوطالب        | وزارة الأشغال العمومية والاتصالات                       | |
| 1969 - 1971   | محمد العيماني            | وزارة الأشغال العمومية والاتصالات                       | |
| 1971 - 1972   | محمد البرنوصي            | وزارة الأشغال العمومية والمواصلات                       | |
| 1972          | عبد اللطيف الغيساسي      | وزارة الأشغال العمومية والمواصلات                       | |
| 1972 - 1974   | صالح المزيلي             | وزارة الأشغال العمومية والمواصلات                       | |
| 1974 - 1977   | أحمد التازي              | وزارة الأشغال العمومية والمواصلات                       | |
| 1977 - 1981   | امحند ناصر               | وزارة النقل                                             | |
| 1981 - 1985   | المنصوري بنعلي           | وزارة النقل                                             | |
| 1985 - 1992   | محمد بوعمود              | وزارة النقل                                             | |
| 1992 - 1995   | الراشدي الغزواني         | وزارة النقل                                             | |
| 1995 - 1997   | السعيد أمسكان            | وزارة النقل                                             | |
| 1997 - 1998   | إدريس بنهيمة             | وزارة النقل والملاحة التجارية والسياحة والطاقة والمعادن | |
| 1998 - 2002   | بوعمرو تغوان             | وزارة التجهيز                                           | |
| 1998 - 2000   | مصطفى المنصوري           | وزارة النقل والملاحة التجارية                           | |
| 2000 - 2002   | عبد السلام زنيند         | وزارة النقل والملاحة التجارية                           | إبتداءاً من سنة 2002، تم دمج وزارة النقل والملاحة التجارية مع وزارة التجهيز لتصبح كوزارة واحدة وهي وزارة التجهيز والنقل |
| 2002 - 2012   | كريم غلاب                | وزارة التجهيز والنقل                                    | |
| 2012 - 2017   | عزيز رباح                | وزارة التجهيز والنقل واللوجستيك                         | إبتداءاً من سنة 2017، تم إزالة قطاع الطيران من وزارة التجهيز والنقل واللوجستيك، وتم إلحاقه بوزارة السياحة               |
| 2017 - 2021   | عبد القادر اعمارة        | وزارة التجهيز والنقل واللوجستيك والماء                  | |
| 2021 - 2024   | محمد عبد الجليل          | وزارة النقل واللوجيستيك                                 | إبتداءاً من سنة 2021، تم إعادة قطاع الطيران إلى إختصاص وزارة النقل، وتم إزالة قطاعي التجهيز والماء من إختصاص الوزارة    |
| 2024 الى الان | قيوح عبدالصمد            | وزارة النقل واللوجيستيك                                 | عين بعد التعديل الحكومي من طرف جلالة الملك سنة 2024                                                                    |

## المديريات الجهوية والإقليمية
| المديريات الجهوية                            | المديريات الاقليمية                 |
| -------------------------------------------- | ----------------------------------- |
| المديرية الجهوية لجهة طنجة تطوان الحسيمة     | المديرية الإقليمية في طنجة          |
| المديرية الجهوية لجهة طنجة تطوان الحسيمة     | المديرية الإقليمية في تطوان         |
| المديرية الجهوية لجهة طنجة تطوان الحسيمة     | المديرية الإقليمية في العرائش       |
| المديرية الجهوية لجهة طنجة تطوان الحسيمة     | المديرية الإقليمية في الحسيمة       |
| المديرية الجهوية لجهة طنجة تطوان الحسيمة     | المديرية الإقليمية في شفشاون        |
| المديرية الجهوية لجهة طنجة تطوان الحسيمة     | المديرية الإقليمية في وزان          |
| المديرية الجهوية لجهة الرباط سلا القنيطرة    | المديرية الإقليمية في الرباط        |
| المديرية الجهوية لجهة الرباط سلا القنيطرة    | المديرية الإقليمية في القنيطرة      |
| المديرية الجهوية لجهة الرباط سلا القنيطرة    | المديرية الإقليمية في الخميسات      |
| المديرية الجهوية لجهة الرباط سلا القنيطرة    | المديرية الإقليمية في سيدي قاسم     |
| المديرية الجهوية بجهة الدار البيضاء سطات     | المديرية الإقليمية في الدار البيضاء |
| المديرية الجهوية بجهة الدار البيضاء سطات     | المديرية الإقليمية في الجديدة       |
| المديرية الجهوية بجهة الدار البيضاء سطات     | المديرية الإقليمية في المحمدية      |
| المديرية الجهوية بجهة الدار البيضاء سطات     | المديرية الإقليمية في سطات          |
| المديرية الجهوية بجهة الدار البيضاء سطات     | المديرية الإقليمية في بنسليمان      |
| المديرية الجهوية لجهة فاس مكناس              | المديرية الإقليمية في فاس           |
| المديرية الجهوية لجهة فاس مكناس              | المديرية الإقليمية في مكناس         |
| المديرية الجهوية لجهة فاس مكناس              | المديرية الإقليمية في تازة          |
| المديرية الجهوية لجهة فاس مكناس              | المديرية الإقليمية في إفران         |
| المديرية الجهوية لجهة فاس مكناس              | المديرية الإقليمية في صفرو          |
| المديرية الجهوية لجهة فاس مكناس              | المديرية الإقليمية في بولمان        |
| المديرية الجهوية لجهة فاس مكناس              | المديرية الإقليمية في تاونات        |
| المديرية الجهوية لجهة الشرق                  | المديرية الإقليمية في وجدة          |
| المديرية الجهوية لجهة الشرق                  | المديرية الإقليمية في الناظور       |
| المديرية الجهوية لجهة الشرق                  | المديرية الإقليمية في بركان         |
| المديرية الجهوية لجهة الشرق                  | المديرية الإقليمية في تاوريرت       |
| المديرية الجهوية لجهة الشرق                  | المديرية الإقليمية في فجيج          |
| المديرية الجهوية بجهة بني ملال خنيفرة        | المديرية الإقليمية في بني ملال      |
| المديرية الجهوية بجهة بني ملال خنيفرة        | المديرية الإقليمية في أزيلال        |
| المديرية الجهوية بجهة بني ملال خنيفرة        | المديرية الإقليمية في خنيفرة        |
| المديرية الجهوية بجهة بني ملال خنيفرة        | المديرية الإقليمية في خريبكة        |
| المديرية الجهوية بجهة مراكش آسفي             | المديرية الإقليمية في مراكش         |
| المديرية الجهوية بجهة مراكش آسفي             | المديرية الإقليمية في شيشاوة        |
| المديرية الجهوية بجهة مراكش آسفي             | المديرية الإقليمية في الحوز         |
| المديرية الجهوية بجهة مراكش آسفي             | المديرية الإقليمية في قلعة السراغنة |
| المديرية الجهوية بجهة مراكش آسفي             | المديرية الإقليمية في آسفي          |
| المديرية الجهوية بجهة مراكش آسفي             | المديرية الإقليمية في الصويرة       |
| المديرية الجهوية لجهة درعة تافيلالت          | المديرية الإقليمية في الرشيدية      |
| المديرية الجهوية لجهة درعة تافيلالت          | المديرية الإقليمية في ورزازات       |
| المديرية الجهوية لجهة درعة تافيلالت          | المديرية الإقليمية في زاكورة        |
| المديرية الجهوية لجهة درعة تافيلالت          | المديرية الإقليمية في ميدلت         |
| المديرية الجهوية بجهة سوس ماسة               | المديرية الإقليمية في أكادير        |
| المديرية الجهوية بجهة سوس ماسة               | المديرية الإقليمية في إنزكان        |
| المديرية الجهوية بجهة سوس ماسة               | المديرية الإقليمية في تارودانت      |
| المديرية الجهوية بجهة سوس ماسة               | المديرية الإقليمية في تيزنيت        |
| المديرية الجهوية بجهة سوس ماسة               | المديرية الإقليمية في طاطا          |
| المديرية الجهوية بجهة كلميم وادنون           | المديرية الإقليمية في كلميم         |
| المديرية الجهوية بجهة كلميم وادنون           | المديرية الإقليمية في آسا الزاك     |
| المديرية الجهوية بجهة كلميم وادنون           | المديرية الإقليمية في طانطان        |
| المديرية الجهوية بجهة العيون الساقية الحمراء | المديرية الإقليمية في العيون        |
| المديرية الجهوية بجهة العيون الساقية الحمراء | المديرية الإقليمية في بوجدور        |
| المديرية الجهوية بجهة العيون الساقية الحمراء | المديرية الإقليمية في السمارة       |
| المديرية الجهوية بجهة الداخلة وادي الذهب     | المديرية الإقليمية في الداخلة       |
| المجموع: 12 مديرية جهوية                     | المجموع: 53 مديرية إقليمية          |

## مهام الوزارة
تتكلف وزارة النقل واللوجستيك بالمهام التالية:
- إعداد وتنفيذ السياسة الحكومية المتعلقة بالنقل الطرقي والسكك الحديدية والنقل البحري.
- بلورة السياسة الحكومية في مجال النقل الجوي والمنشآت المطارية والملاحة الجوية وتنسيق تنفيذها.
- بلورة السياسة الحكومية في مجال السلامة الطرقية وتنسيق تنفيذها.
- إعداد السياسة الحكومية لتنمية الأنشطة اللوجيستيكية والسهر على تنفيذها.
- وضع وتنفيذ إستراتيجية التعاون بين الوزارة ومختلف الفاعلين وبحث سبل تطوير عالقات التعاون في مختلف أنشطة الوزارة، على الصعيدين الوطني والدولي.

كما يمكن أن تقوم وزارة النقل واللوجيستيك أيضًا، في حدود المجالات التي تدخل في اختصاصاتها ولحساب قطاعات وزارية أخرى أو لحساب الجماعات الترابية أو المؤسسات العمومية أو الجمعيات المعترف لها بصفة المنفعة العامة أو شركات تابعة للدولة، متى طلبت ذلك بما يلي:
- إجراء دراسات ذات طابع تقني أو الإشراف عليها أو مراقبتها.
- إنجاز أعمال تقنية أو المراقبة من الوجهة التقنية لأعمال منح الامتياز فيها أو عهد إلى الغير بتسييرها.

## وصلات خارجية
- الموقع الرسمي لوزارة النقل واللوجيستيك